# Fukaya

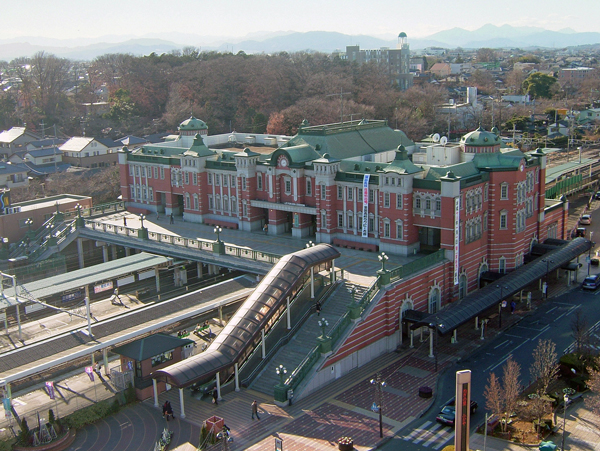
Gara

Fukaya (深谷市 Fukaya-shi?) este un municipiu din Japonia, prefectura Saitama.